# 사건 25시의 에피소드 목록 (1994년)
아래는 한국방송공사 KBS 1TV의  범죄 안전지대 프로그램으로 방송되었던 《사건 25시》 의 1994년 에피소드 목록을  나열한다.

## 에피소드 목록
- 1월 8일 : 《공개추적, 금괴밀수단》
- 1월 15일 : 《검은 돈의 미수》
- 1월 22일 : 《죽음을 부른 결혼사기 - 신부의 두 얼굴》
- 1월 29일 : 《교포사칭 사기사건 - 미국에서 왔습니다》
- 2월 5일 : 《긴급수배 - 관악산 다람쥐》
- 2월 19일 : 《조직폭력 살인사건》
- 2월 26일 : 《사이비 기자, 그 시작과 끝》
- 3월 5일 : 《밀수 추적 사건 - 참깨와 황금》
- 3월 12일 : 《추적, 잠수교 뺑소니》
- 3월 19일 : 《은행 침입 탈취사건》
- 4월 2일 : 《상가분양 사기사건, 강동유지의 무법왕국》
- 4월 9일 : 《노인 살해사건》
- 4월 16일 : 《공개수배, 이름없는 얼굴》
- 4월 23일 : 《전국 규모 낙찰계 사기사건》
- 5월 7일 : 《한주간의 사건기록》
- 5월 14일 : 《여인 토막 살해사건》
- 5월 21일 : 《살인 미수사건 - 이웃집 남자》
- 5월 28일 : 《친척 살해사건 - 타잔을 잡아라》
- 6월 4일 : 《전문도박단 사건》
- 6월 18일 : 《주부대상 사기사건 - 사기주의 경보》
- 7월 2일 : 《공개추적 - 조직폭력 텍사스의 황제》
- 7월 9일, 7월 16일 : 《농민대상 사기사건 - 사기당한 농심》
- 7월 23일 : 《전문털이범의 24시》
- 7월 30일 : 《상해 치사사건, 철없는 아이들의 빗나간 사랑》
- 8월 20일 : 《피서지에서 생긴 일》
- 8월 27일 : 《대천 어린이 피살사건》[1]
- 9월 3일 : 《2개월 남아 유괴사건》
- 9월 10일 : 《범죄현장추적, 심야의 소매치기》
- 9월 17일 : 《칠성파, 미스터리 살인사건 공개추적》
- 9월 24일 : 《지존파 사건, 축의금 털이》[2]